# Národní banka Československá
Národní banka Československá byla v období 1926–1939 a v období 1945–1950 centrální bankou Československé republiky. Předchůdcem Národní banky Československé byl Bankovní úřad při ministerstvu financí. Národní banka Československá byla zřízena zákonem č. 347/1920 Sb., o akciové bance cedulové.
V období 1939–1945 byla banka přejmenována na Národní banku pro Čechy a Moravu v Praze. Na Slovensku v tomto období existovala Slovenská národní banka. 
Zákonem č. 31/1950 Sb., o Státní bance československé, byla Národní banka Československá zrušena a nahrazena Státní bankou československou.

## Historie banky
Ustavujicí valná hromada Národní banky Československé (NBČS) se konala 26. března 1926 a rozhodla o vzniku banky k 1. dubnu 1926. Šlo o akciovou společnost, na které se dvěma třetinami kapitálu podíleli soukromí investoři. Hlavním úkolem banky byla správa československé měny kryté zlatem.
Zlaté rezervy NBČS na konci 30. let dosahovaly téměř 100 tun zlata.  Po okupaci Čech a Moravy v březnu 1939 byla NBČS nucena vydat příkazy k převodu svých zlatých rezerv uložených v Londýně ve prospěch účtu Německé říšské banky vedeného u Banky pro mezinárodní vypořádání v Basileji.
K 31. březnu 1939 byla NBČS přejmenována na Národní banku pro Čechy a Moravu v Praze.

## Seznam guvernérů
- Vilém Pospíšil (25. ledna 1926 – 16. února 1934, převzal funkci 1. dubna 1926)
- Karel Engliš (23. února 1934 – 20. února 1939)
- Jaroslav Nebesář (1. června 1945 – 9. září 1948, jako předseda dočasné správy)
- Jaroslav Nebesář (9. září 1948 – 1. července 1950)